# Рорберг (Австрія)
Рорберг (нім. Rohrberg) — громада округу Швац у землі Тіроль, Австрія.
Рорберг лежить на висоті 675 м над рівнем моря і займає площу 10,17 км². Громада налічує 533 мешканців.
Густота населення 52/км².
Рорберг — невеличка громада на схилах однойменної гори. До громади входять кілька крихітних сіл, управління знаходиться в селі Рор, що за 1,5 км від Целль-ам-Ціллера.
|                                  |
| Рорберг на мапі округу та землі. |

 Адреса управління громади: Rohr 22, 6280 Rohrberg (Tirol).